# 藤田信勝
藤田 信勝（ふじた のぶかつ、1908年 - 1980年）は、日本の新聞記者。
米国カリフォルニア州生まれ。京都帝国大学法学部卒業後、大阪毎日新聞に入社。1947年に『敗戦以後』出版。ロンドン支局長となり『不思議な国イギリス』で56年日本エッセイストクラブ賞受賞。毎日新聞論説副委員長、ラッセル協会会員、毎日新聞論説委員。夕刊コラム「余録」を執筆した。

## 著書
- 敗戰以後 秋田屋 1947
- 少年少女におくる新聞の話 三明社 1949
- 生きている西洋史 正・続 鱒書房 1953
- 不思議な国イギリス 毎日新聞社 1955
- 体験的新聞論 潮出版社 1967 (潮新書12)
- 結婚スピーチの本 文憲堂七星社 1971
- 余録抄 コラムニストの眼 東京美術 1972
- コラムニストの目 聖教新聞社 1974
- 文章表現 上手に書く知恵 日東書院 1974 (日東新書)
- 現代文を書く15章 体験的文章作法 新星出版社 1975
- 敗戦以後（新版復刊） プレスプラン 2003.3／リーダーズノート新書 2011.4

## Web上の関連テキスト
- 藤田信勝「(ラッセルの)いかに老いるべきか」：『ラッセル協会会報』n.23（1975年５月）p.18-19.